# フォックス郡区 (アイオワ州ブラックホーク郡)
フォックス郡区は、アメリカ合衆国、アイオワ州、ブラックホーク郡にある17の郡区の一つである。2000年の国勢調査で、人口は520人だった。

## 地理
フォックス郡区は、89.3平方キロメートル（34.46平方マイル)で、組み込まれている自治体(incorporated settlements)は存在しない。